# ناتالیا سینیشین
ناتالیا سینیشین (اوکراینی: Наталя Ігорівна Синишин؛ زادهٔ ۳ ژوئیهٔ ۱۹۸۵) کشتی‌گیر زن اهل اوکراین-جمهوری آذربایجان است.
وی در مسابقات کشوری و بین‌المللی در مجموع برندهٔ ۳ مدال طلا، ۲ مدال نقره، ۵ مدال برنز شده‌است.